# Kurhany (rejon dzierżyński)
Kurhany (biał. Курганы, Kurhany; ros. Курганы, Kurgany) – wieś na Białorusi, w obwodzie mińskim, w rejonie dzierżyńskim, w sielsowiecie Dobryniewo.